# Горлівка
Го́рлівка (МФА: [ɣorʎiu̯ka] ( прослухати)) — місто в Україні, адміністративний центр Горлівської міської громади та Горлівського району Донецької області України, що назване на честь Петра Горлова, гірничого інженера, який обґрунтував вугільні промисли на Донбасі.
Горлівка поділяється на три міські райони: Калінінський, Микитівський та Центрально-Міський.
З 2014 року внаслідок російської збройної агресії місто тимчасово окуповане 1-м армійським корпусом РФ.

## Історія

### Заснування
Ось як краєзнавець архиєпископ Феодосій Макаревський описує заселення території Горлівки:
|  | Государевъ Байракъ, — старинная, стародавняя запорожская маетность, въ 1770 году, по распоряженію Бахмутской провинціальной Канцеляріи, отдана была подъ поселеніе иностранному народу, —православнымъ волохамъ. Въ 1782 году, при составленіи общей народной переписки, въ государственной воинской слободѣ, — въ Государевомъ Байракѣ, семейнаго и осѣдлаго народа найдено и въ списки внесено муж. 305 и жен. 335 душъ. |

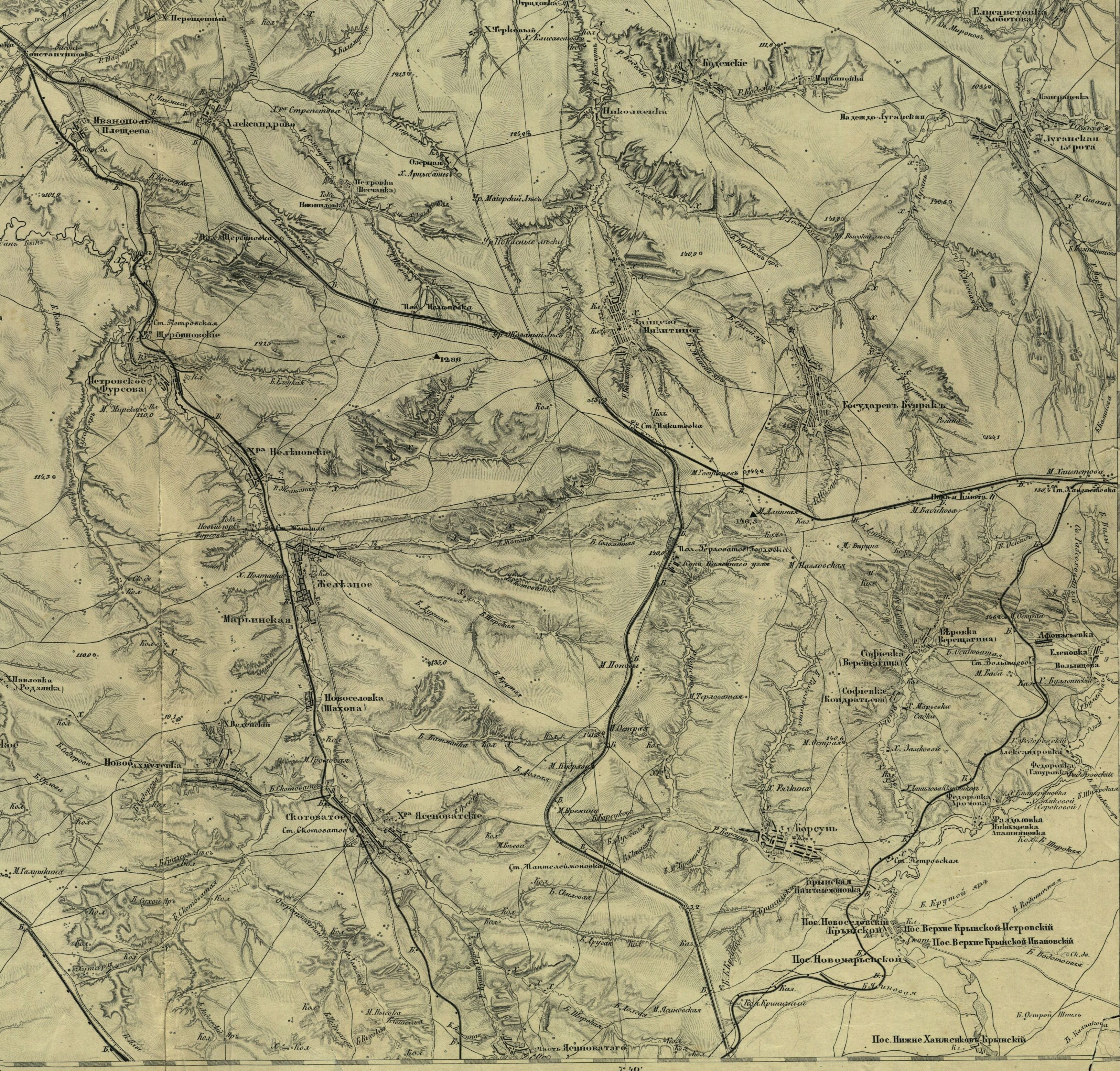
Округи Горлівки на топографічній карті Російської імперії (друга половина XIX століття)

Перші поселення в районі Горлівки виникли на початку XVIII століття, коли запорозьке козацтво та селяни-втікачі заснували хутори уздовж річок Корсунь, Балка Залізна й Лугань. Офіційною датою заснування є 1779 р. Перша назва міста — Государів Байрак.
З початком будівництва Курсько-Харківсько-Азовскої залізниці 1867 року було засноване робітниче селище, що й було 1869 року назване Горлівкою на честь гірничого інженера Петра Горлова.

### Українські визвольні змагання
Після того як стало відомо про події Лютневої революції, в Горлівці було створено Комітет громадської безпеки на чолі з заводським інженером Яциничем. За підтримки меншовиків та есерів Яцинич виступив в тимчасовому комітеті проти роззброєння поліції як заходу, здатного призвести до суспільних безладів, натомість запропонувавши роззброїти «тільки поганих поліціянтів», а «хороших» залишити на місцях. Згодом Горлівка стає частиною Української Народної Республіки в складі адміністративно-територіальної одиниці Половецька земля з центром у Бахмуті. У грудні 1917 року, просуваючись від Таганрога на північ, залізницею на Горлівку, білий партизанський загін осавула Черенцова 9 числа налетів на Макіївку. В ході Першої радянсько-української війни, в середині грудня радянські війська окуповують низку міст Донеччини, включно з Горлівкою. 23 квітня 1918 головнокомандувач 3-ї армії РСЧА Чакванай вислав з Горлівки «ненадійні» для більшовиків частини до Луганська. Навколо міста і селищ була створена лінія оборони: Олександрівка, Іванопілля, Олександрово, Зайцеве, Климовські хутора. 24 квітня 1918 частини Слов'янської групи військ УНР під командуванням генерала Володимира Сікевича підійшли до околиці Горлівки і зупинилися на відпочинок в одній з балок. Вночі розвідка донесла, що більшовики знають розташування Слов'янської групи та чекають її наступу, і збираються на світанку кіннотою чисельністю тисячі вершників вдарити по позиції козаків. Світанком кіннота під проводом Ляховича виступила на зустріч більшовицькій кінноті. Бої тривали до 27 квітня і завершилися перемогою українських та союзних сил, які увійшли у місто. Протягом Другої радянсько-української війни Горлівка знову опиняється під більшовицькою окупацією.

### Радянська доба
1925 року Горлівка стає районним центром. Протягом наступних років у місті було відкрито коксохімічний завод (1928) шахту імені Румянцева (1932), шахту «Кочегарка» та Азотно-туковий завод (нині — Концерн «Стирол» (1933). До 1940 року в місті працювали 10 заводів, 13 шахт із загальним річним видобутком 7,2 млн тонн вугілля, проживало 181,5 тис. жителів.
На початку 1930-х, коли міську партійну організацію очолив В. Я. Фурер, близький приятель впливових партійців Л. М. Кагановича та Я. А. Лівшиця, у місті розгорнулося інтенсивне будівництво. Був зведений стадіон, відкрито кілька парків, прокладено багато доріг та тротуарів, будувалося житло для шахтарів.
В 1932 році прокладено першу трамвайну лінію довжиною 8 км, що з'єднала селища шахт № 1 і № 5. Населення обслуговували 6 лікарень, 3 пологових будинки, дитячий санаторій, 3 станції швидкої допомоги, 54 дитячих садка, 68 шкіл, 22 Палаци культури й клуби, 25 бібліотек. На початку 30-х років відкрилися медичний робітничий факультет, робітничий факультет мистецтв, фабрично-заводське училище громадського харчування, відділення Вищих інженерно-технічних курсів і Промислові академії, школа тваринників і городників.
Протягом Другої світової війни, з 29 жовтня 1941 по 5 вересня 1943 місто перебувало під контролем німецьких окупантів. У повоєнні роки було реконструйовано та збудовано низку нових підприємств, населення міста зросло до 337 000 мешканців (1979).
До 1950 почали працювати водопровідна, електрична, каналізаційна мережі. Було відновлено всі школи. У післявоєнні роки в місті побудовано нові віддалені від промислових підприємств житлові мікрорайони, поліпшено водопостачання, реконструйовано каналізаційну мережу. До 1955 в місті проживало 204 000 мешканців. В 1956—1958 в Горлівці введено в дію 6 шахт, ремонтно-механічний, 3 бетонні й деревообробний заводи, 11 великих цехів. До 1979 в місті налічувалося 337,000 мешканців.

### Незалежна Україна

#### Кінець XX— початок XXI століття
Після розпаду СРСР чисельність міста почала стрімко зменшуватись — низка підприємств закрилась чи збанкрутіла, велика кількість містян виїхала через складну ситуацію з безробіттям. Важливим фактором стало тяжке довкіллєве становище, що спровокувало високу смертність. Загалом смертність випереджала народжуваність в 1,2 рази, а Горлівка стала одним з лідерів України за кількістю випадків захворювання на рак.
У 2011 році на хімічних заводах Горлівки сталися чотири великі аварії, в 2012-му — п'ять. За це ці порушення заводи «Стирол» і «Тор Альянс» заплатили в цілому 73 тисячі гривень штрафу.
6 серпня 2013 року стається аварія на підприємстві «Стирол», що забрала 6 життів, кілька десятків людей суттєво постраждали та отримали опіки, 600 кілограмів амоніакових викидів потрапили в атмосферу і отруїли повітря в Горлівці. Того ж року екологи визнали Горлівку найбруднішим містом країни. На той час власником заводу був олігарх Дмитро Фірташ, що монополізував ринок хімічних добрив в Україні за часи президентства Віктора Януковича.

#### Російсько-українська війна

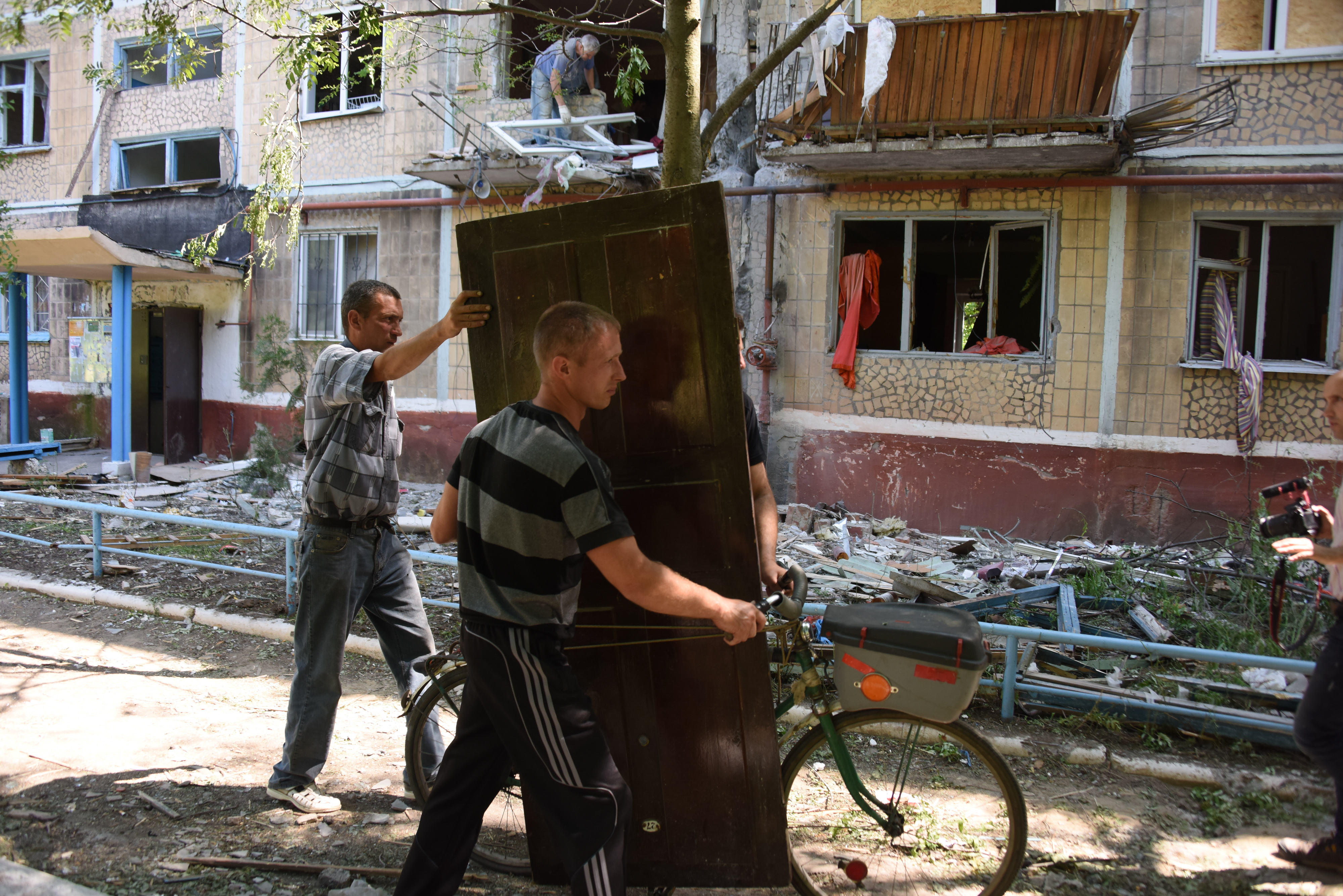
Ліквідація наслідків вибуху (літо 2015).

17 квітня 2014 року був викрадений, жахливо катований та вбитий Володимир Рибак, депутат міськради, голова Горлівської організації ВО «Батьківщина».
З квітня 2014 місто опинилося під контролем проросійської терористичної організації «Донецька народна республіка» і частин окупаційної російської армії. Місто стало однією з гарячих точок війни, у ньому розташовувався штаб Ігоря Безлера. 8 грудня 2014 року в Горлівці, після вбивства 6 мирних жителів, відбувся бунт з вимогою до терористів покинути місто. Мітингувальники були розігнані терористами з використанням вогнепальної зброї. Намагаючись отримати талони на «компенсації пенсіонерам» від самопроголошеної «ДНР» у розмірі 1000 гривень 15 грудня містяни штурмом взяли районну адміністрацію.
20 грудня 2014 року від поранень при російському обстрілі померла 9-річна дівчинка, її мати госпіталізована. 9 січня 2016 року поблизу селища Зайцеве біля Горлівки під вогонь російських терористів потрапив цивільний автомобіль, поранення зазнала місцева мешканка. Наступні роки російські сили продовжували вести бойові дії проти української армії та обстріли цивільного населення.
До початку широкомасштабного вторгнення Росії Горлівка підійшла в російській окупації. Готуючись до поновлення активної фази бойових дій, в середині лютого окупаційні російські війська влаштовують провокації, під приводом яких оголошують у Горлівці та окупованих частинах Донеччини і Луганщини загалом незаконну примусову «мобілізацію» до лав діючих в регіоні терористичних збройних формувань. Вночі з 1 на 2 березня 2022 року, за повідомленням депутата Київської міської ради Олександра Погребиського, 95 ОДШБр військ ЗСУ змогла зайти в Горлівку і взяти під контроль частину міста. Проте, закріпитися на цих позиціях не вдалося. Надалі, Збройні сили України почали уражати військові об'єкти російських окупаційних військ на території міста. 13 червня було нанесено удар по складах боєприпасів. 15 вересня Головне управління розвідки України повідомило, що у місті майже не залишилося чоловічого населення через незаконне примусове залучення до лав терористичних організацій.
Загинули в боях за місто
- Пилипчук Дмитро Михайлович (1992—2022) — старший сержант Збройних Сил України, учасник російсько-української війни, що загинув 22 березня 2022 року в ході російського вторгнення в Україну.

## Населення

### Чисельність
Чисельність населення міста станом на 1 січня 2015 року становила 250 991 осіб. Останніми десятиліттями спостерігалося швидке скорочення чисельності населення.
| рік  | населення |
| ---- | --------- |
| 1923 | 11 476    |
| 1926 | 23 149    |
| 1939 | 181 448   |
| 1959 | 292 616   |
| 1970 | 335 064   |
| 1979 | 336 487   |
| 1989 | 338 106   |
| 2001 | 292 250   |
| 2005 | 279 061   |
| 2010 | 263 647   |
| 2015 | 250 991   |

За даними перепису 2001 року населення міста становило 309 652 особи.
На початку 2009 року розподіл населення за статевою ознакою був на користь жінок — 54,9 % жіночого та 45,1 % чоловічого населення.

### Національний склад
Національний склад населення за переписом 2001 року
|               | чисельність | частка, % |
| українці      | 160 397     | 51,4      |
| росіяни       | 139 980     | 44,8      |
| білоруси      | 4 079       | 1,3       |
| татари        | 876         | 0,3       |
| вірмени       | 784         | 0,3       |
| молдовани     | 720         | 0,2       |
| азербайджанці | 647         | 0,2       |

### Мова
Розподіл населення за рідною мовою за даними перепису 2001 року:
| Мова            | Кількість | Відсоток |
| --------------- | --------- | -------- |
| російська       | 246682    | 85.10 %  |
| українська      | 40308     | 13.91 %  |
| білоруська      | 384       | 0.13 %   |
| вірменська      | 317       | 0.11 %   |
| циганська       | 120       | 0.04 %   |
| румунська       | 87        | 0.03 %   |
| болгарська      | 21        | 0.01 %   |
| інші/не вказали | 1953      | 0.67 %   |
| Усього          | 289872    | 100 %    |

## Економіка

### Загальна характеристика

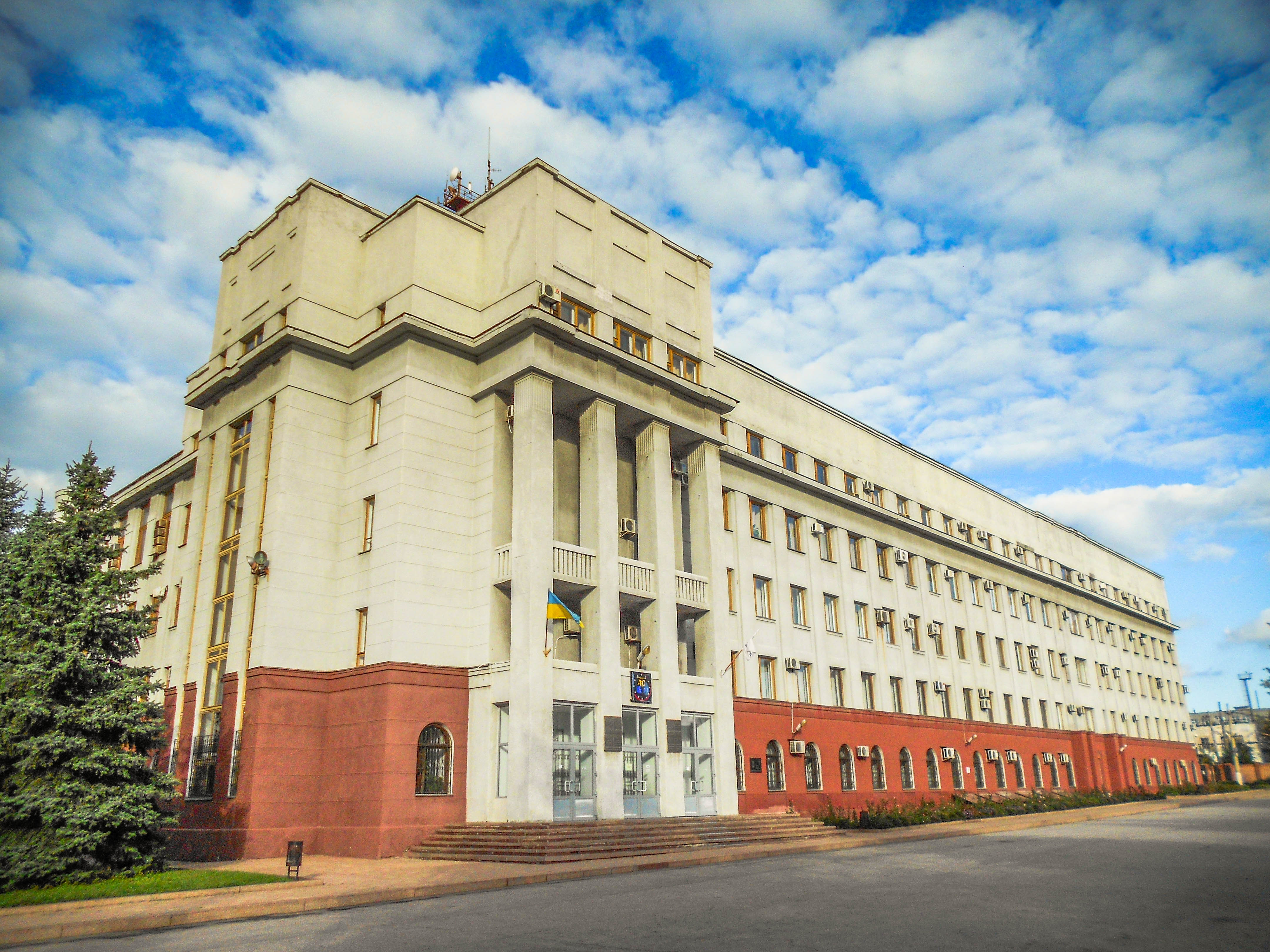
Офіс Донбасенерго

| Райони Горлівки: Калінінський Микитівський Центрально-Міський | Населені пункти: 1 — Гладосове 2 — Гольмівський 3 — Зайцеве 4 — Михайлівка 5 — Озерянівка 6 — Пантелеймонівка 7 — П'ятихатки 8 — Рясне 9 — Ставки 10 — Федорівка 11 — Широка Балка |

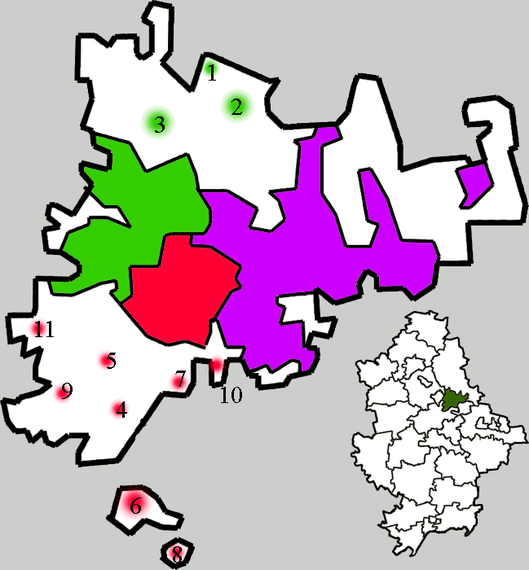
Адміністративний устрій території Горлівської міськради:

Дохід бюджету міста у 2004 році склав 57 960,0 тис. гривень, у тому числі одержав дотації з державного бюджету України на суму 20 232,8 тис. гривень. Міський бюджет Горлівки в 1976 році становив 32,0 млн рублів, у тому числі витрати на охорону здоров'я — 15,0 млн рублів, на освіту — 10,7 млн рублів.[джерело?]

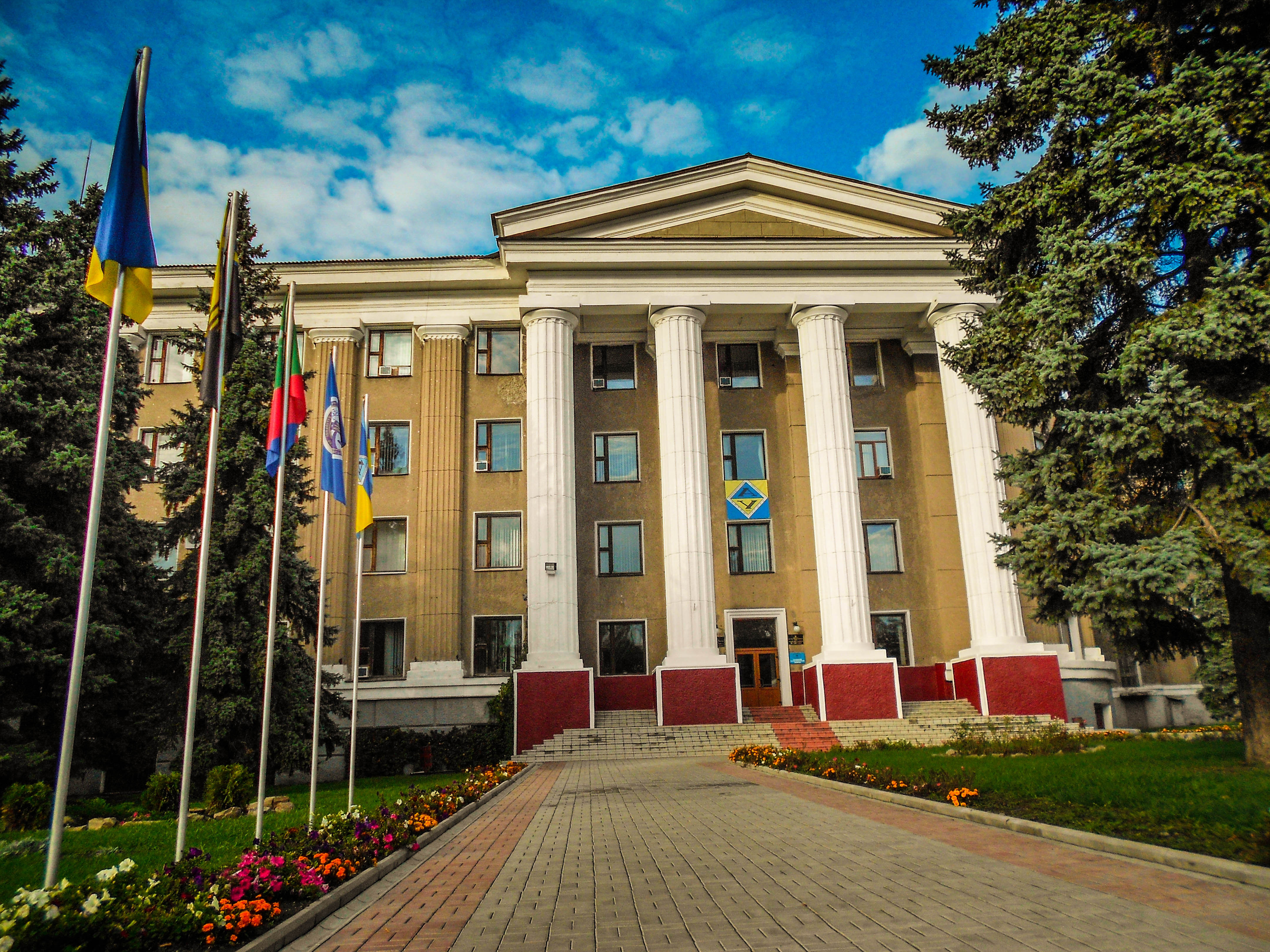
Будинок Артемвугілля на Леніна

Експорт товарів у 2003 році — 257,7 млн доларів США. Прямі іноземні інвестиції на 2003 рік — 4,8 млн доларів США. Обсяг зроблених послуг у 2003 році — 76,8 млн гривень. Коефіцієнт безробіття — 2,8 %. Середньомісячна зарплата у 2003 році — 4610 гривень.

### Промисловість
У Горлівці є значні поклади корисних копалин, як-от: дефіцитне коксівне вугілля, доломіт, ангідрит, гіпс.
Промисловість міста налічує понад 50 підприємств різних форм власності. Основні галузі — хімічна, вугільна, машинобудівна, харчова і переробна.
- Кам'яновугільна промисловість:
  - ДП «Артемвугілля», нині включає до свого складу 2 вугільних шахти:
    - ДП «Шахта ім. М. І. Калініна»
    - ДП «Шахта ім. К. Румянцева»
- Машинобудівна: У місті працює 14 підприємств машинобудування, в основному для потреб вугледобувної промисловості.
  - Машинобудівний завод імені С. М. Кірова — зараз ЗАТ «Горлівський машинобудівник» із випуску вугільних комбайнів;
  - Новогорлівський машинобудівний завод — бурильні установки, верстати для дегазації вугільних шарів, породонавантажувальні машини тощо. Підприємство контролює близько 85 % українського ринку бурильної техніки й устаткування для механізації поверхні шахт;
  - Рудоремонтний завод;
  - Авторемонтний завод.
- Хімічна:
  - Стиролбіофарм (відокремлений українським політиком та бізнесменом Миколою Янковським у 2010 році підрозділ концерну «Стирол» під час його продажу Дмитру Фірташу з метою залишення частки свого контролю над підприємством, який з 2015 року працює на частині території «Стиролу» за законодавством т. зв. «ДНР», а з 2022 — дотримується російського законодавства).[12][13][14][15] Решта концерну «Стирол», яка належить Дмитру Фірташу, з 2014 року не працює через активні бойові дії.
  - Горлівський коксохімічний завод;
  - Горлівський хімічний завод (не працює з 2014 року)
  - ЗАТ «Гумотехнічні вироби».

- Легка:
  - швейна фабрика «Горловчанка», раніше спеціалізувалася на пошитті легких жіночих суконь, тепер за замовленням американців по їхніх лекалах і з їхньої сировини та фурнітури виготовляє складні моделі жіночих курток і штанів;
  - фабрика трикотажного полотна.
- Харчова:
  - м'ясокомбінат «Щирий кум»;
  - молокозавод;
  - деревообробна промисловість;
  - кондитерська (підрозділи ВАТ «Конті»).
- Гірничодобувна промисловість:
  - у селищі Гольмівський, що входить до складу Горлівської міськради, Микитівський доломітний завод — нині ТОВ «Микитівський вогнетривкий комбінат»;

- Кольорова металургія
  - Микитівський ртутний комбінат. В 1991–92 роках оголошено банкрутом. У 2000-х роках на базі декількох цехів відкрито невеликі підприємства: ТОВ «Нікітська ртуть» (видобувало переважно ртуть, що залишилася в ґрунті й спорудах старого комбінату), завод прецизійних матеріалів тощо.[16]

Із загального числа зайнятих у народному господарстві близько 40 % працюють у промисловості.
Досі в місті закриті чотири шахти («Кочегарка», ім. Н. Ізотова, ім. Гагаріна й «Кондратіївська»). Висока ймовірність зупинки ще декількох збиткових шахт, що на думку фахівців може викликати екологічну катастрофу: воду, що заповнила порожні вугільні виробітки, потрібно буде відкачувати із усього поля Північного й Південного падіння вугільних шарів Центрального району Донбасу (їхня довжина близько 30 км). Під Горлівкою може утворитися величезне підземне озеро, що матиме непередбачувані наслідки. Важко вирішується і проблема працевлаштування звільнених шахтарів: створення нових робочих місць практично не фінансується державою. Все це свідчить про те, що проведена реструктуризація вітчизняної вугільної промисловості не до кінця продумана. У 1998 році урядом ухвалено рішення про спеціальний режим реструктуризації Микитівського ртутного комбінату. Гірничо-металургійний комплекс комбінату ліквідується, на його базі створюються самостійні дочірні підприємства. У їхньому числі — держпідприємство гідрогеологічного захисту виконання гірничих робіт на вугільних шахтах Горлівки й Дзержинська, а також захист територій житлових масивів і ділянки каналу Сіверський Донець—Донбас від підтоплень, зсуву, провалів земної поверхні.
Обсяг промислового виробництва — 1 980 млн гривень (на 1 мешканця — 6 489 грн.). Індекс промислової продукції — 43,0 % у 2003 році до 1990 року. Викиди шкідливих речовин у 2003 році в повітря від джерел забруднення міста — 48,1 тис. тонн.

## Культура

Стела "Горлівка " — моє місто.

### Загальна характеристика
До сфери культури та мистецтва Горлівки належать 26 бюджетних та комунальних закладів:
- 4 початкові спеціалізовані мистецькі навчальні заклади;
- 3 музеї (зокрема Горлівський художній музей, Музей мініатюрної книги імені Разумова В. О., тепер Горлівський державний міський музей мініатюрної книги; Донбаський історико-літературний музей Василя Стуса),
- централізована бібліотечна система, до складу якої входять 15 бібліотек-філій,
- 3 кінотеатри;
- 3 театри;
- 11 клубних закладів;
- парк культури та відпочинку;
- Заслужений ансамбль народного танцю України «Гірник».

Також у місті працюють відомчі заклади культури: Палац культури ім. Чернишевського ВАТ «Пантелеймоновський вогнетривкий завод», Палац культури ім. Артема ЗАТ «Горлівський машинобудівник», ДП «Культурно-спортивний комерційний центр» ВАТ «Концерн Стирол».

### Релігія

#### Католіцизм
- Римо-Католицьку каплицю Пресвятого Серця Ісуса Христа 19 червня 2009 року єпископ Мар'ян Бучек освятив як парафіяльну. До цього у місті ніколи не було католицьких церков. Дієцезіальні священики відправляють меси у неділю о 10-00 українською, у понеділок, середу і п'ятницю о 15:00 російською, у суботу о 10:00 українською. Храмове свято — урочистість Пресвятого Серця Ісуса[17]. Через окупацію, богослужіння тимчасово припинені.[18]
- Церква Вознесіння Господнього УГКЦ. Київська митрополія, Донецький екзархат.[19][20]

#### Православ'я

##### УПЦ МП
- Богоявлення Господнього, кафедральний собор Горлівсько-Слов'янської єпархії УПЦ МП.[21]
- Церква Василя Великого.[22]
- Церква Воздвиження Хреста Господнього.[23]
- Церква Вознесіння Господнього.[24]
- Собор Миколи Чудотворця.[25]
- Церква Різдва Пресвятої Богородиці.[26]
- Церква Марії Магдалини.[27]
- Церква Кирила та Мефодія.[28]
- Церква Казанської ікони Божої Матері.[29]
- Церква Усіх Святих.[30]
- Церква Благовіщення Пресвятої Богородиці.[31][32]

В 2023 році представники Горлівсько-Слов'янської єпархії повідомили про приєднання до РПЦ.
ПЦУ
- Свято-Троїцький храм. Вірогідно не діє з 2014 року.[34]

#### Іудаїзм
В місті існували синагоги засновані в кінці XIX сторіччя. В 1920 роках синагоги закриті. З того часу до 1980 років діяв нелегальний міньян. З 1990-х років відновилася діяльність єврейської релігійної та культурної громади. В Микитівському районі, зберіглася будівля синагоги (після Другої світової війни в ній розміщувався кінотеатр) та старий єврейський цвинтар. Нині є єврейська ділянка на території міського цвинтаря.

#### Інші конфесії
- Молитовний будинок Церкви адвентистів сьомого дня. Не діє з 2016 року.[37]
- Церква Євангельських Християн-Баптистів «Молитовий Дім».[38]

## Інфраструктура

### Загальна характеристика
Медичне забезпечення населення міста надають 21 лікувально-профілактична установа, у тому числі: 1 територіально-медичне об'єднання, 3 міські лікарні, 3 міські поліклініки, 5 стоматологічних поліклінік, станція швидкої медичної допомоги, патологоанатомічне бюро, центр здоров'я, а також 6 спеціалізованих установ: онкологічний, наркологічний, шкіро-венерологічний, протитуберкульозний диспансери, психоневрологічна лікарня, станція переливання крові.

### Транспорт
В межах міста розташовані три залізничні станції: Микитівка, Горлівка та Байрак
Міський електротранспорт представлений трамваями та тролейбусами:
- трамвайні маршрути:
  - № 1 «с. Майський — Залізнянські ставки»;
  - № 2 «Залізнянські ставки — Гуртовий ринок»;
  - № 7 «Штерівка — 245-й квартал»;
  - № 8 «Шахта Калініна — Центр».
- 4 тролейбусних маршрута.
- автобуси — основний вид транспорту, перевезення відбувається за рахунок приватних підприємців, обсяг становить 75 %. В місті зберіглась значна кількість автобусів Львівського автобусного заводу моделі ЛАЗ-695 (та модифікацій), які працювали на міських маршрутах не тільки в 1990—2000х роках, а і працюють понині[39].

## Засоби масової інформації
- «Х-класс» — газета загальноосвітньої школи № 41.
- «Азотчик» — газета ВАТ «Концерн „Стирол“».
- «Бабушка-хозяюшка» — приватна газета, видається з 2001 р.
- «Бабушка-целительница» — приватна газета, видається з 2001 р.
- «Вестник Горловки» — інформаційне видання міськради народних депутатів, видається з лютого 2003 р.
- «Вечерняя Горловка» — громадсько-політична газета, міськрада народних депутатів, видається з жовтня 1992 р.
- «Время» — регіональна громадсько-політична газета, орендне підприємство «Хвиля», трудовий колектив і первинна організація Спілки журналістів України.
- «Горловский шахтёр» — газета трудового колективу ордена Трудового Червоного Прапора шахти ім. К. А. Румянцева ВО «Артемвугілля».
- «ГородОК» — розважальна газета, припинила вихід 2006 р.
- «Завтра» — тижневик, відтак — неперіодичне видання.
- «За механизированный забой» — орган партійного комітету, комітету профспілки та адміністрації ордена Леніна шахти «Кочегарка» ВО «Артемвугілля».
- «За ртуть» — газета трудового колективу Микитівського ордена Трудового Червоного Прапора ртутного комбінату.
- «Зеркало любви» — еротична газета.
- «Игра» — газета інтелектуальних меншин, видання клубів «Що? Де? Коли?», редактор — Юрій Хайчин, видається з 1991 р.
- «Кочегарка» — спочатку виходила у Бахмуті, орган міськкому Компартії України і міськради народних депутатів; міська газета, колектив редакції, видається з 1 лютого 1919 р.
- «Криминал-экспресс. Региональный выпуск» — інформаційний тижневик.
- «Криминал-экспресс городской выпуск» — клон газети «Криминал-экспресс. Региональный выпуск», вийшов під час виборів до Верховної Ради 2012 р.
- «Курьер» — газета приватних і рекламних оголошень, засновники — приватні особи.
- «Литературная Горловка» — газета літературного об'єднання «Кочегарка», виходила у 1993—1994 рр.
- «Лицей» — газета колективу навчально-виховного комплексу «Загальноосвітня школа І-ІІІ ступенів № 25» багатопрофільний ліцей «Успіх».
- «Механизатор» — орган адміністрації, профкому і парткому Горлівського ордена Трудового Червоного Прапора машинобудівного заводу ім. С. М. Кірова.
- «Мозаика» — міська рекламна газета, видається двічі на тиждень.
- «Молодёжка» — спецвипуск газети «Слово жизни», Донецьке обласне управління Української Християнської Євангельської Церкви.
- «Пионерская литературная газета» — орган міськпрофради, міськвно і міського комітету ЛКСМУ, виходила з 1934 р.
- «Под знаменем Ленина» — орган партійного та профспілкового комітетів і адміністрації ордена Жовтневої Революції ім. В. І. Леніна ВО «Артемвугілля», видається з 15 березня 1931 р.
- «Про это» — еротична газета, видавець — ПП «Лекс».
- «Пять Стихий» — щоквартальний літературний журнал.
- «Разговор» — спецвипуск газети «Слово жизни», Донецьке обласне управління Української християнської євангельської церкви.
- «СейЧас» — видання газети «Вечерняя Макеевка», виходила у 2005—2012 рр.
- «Скрепка» — «майже серйозна газета для підлітків», видавці — міськрада, міський Дім дитячої та юнацької творчості, видається з 1997 р.
- «Слово жизни» — газета Донецького обласного управління Української християнської євангельської Церкви.
- «Советский горняк» — орган парткому, профкому та адміністрації шахти ім. Гайового ВО «Артемвугілля».
- «Спадщина» — міська громадська газета, орендне підприємство «Хвиля» і експериментальна творча фірма «Східна Україна», видається з 5 червня 1993 р.
- «38-й меридиан» — інформаційна газета, видається редакцією газети «Кочегарка».
- «Строитель» — орган парткому, профспілкового комітету та управління тресту «Горловськхимбуд», видається з вересня 1964 р.
- «Трудова вахта» — орган партійного і профспілкового комітетів, адміністрації Горлівського хімічного заводу, видається з 4 серпня 1970 р.
- «Уголь — стране» — орган парткому, профкому та адміністрації шахти ім. М. О. Ізотова ВО «Артемвугілля», видається з 1 жовтня 1953 р.
- «Ударник» — орган парткому Горлівського металургійного заводу й завкому металургів.
- «Шахтёрская газета» — орган партбюро, шахткому профспілки та управління шахти «Комсомолець», видається з 1947 р.
- «Шахтёрская трибуна» — орган парткому, профспілкового комітету та адміністрації ордена Леніна шахтоуправління «Олександр-Захід» ім. Комсомолу України ВО «Артемвугілля», видається з 1954 р.

## Наука та освіта
Професійна освіта представлена закладами вищої освіти:
- Горлівський державний педагогічний інститут іноземних мов,
- Автомобільно-дорожній інститут ДонНТУ,
- Горлівська філія закладу вищої освіти Відкритий міжнародний університет розвитку людини «Україна»,
- Горлівська філія Міжрегіональної академії управління персоналом;

Технікумами:
- Горлівський технікум Донецького національного технічного університету,
- Горлівський технікум харчової промисловості,
- Горлівський технікум Донецького національного університету,
- Горлівський житлово-комунальний технікум,
- Горлівський машинобудівний коледж,
- Горлівське медичне училище;

Професійно-технічними навчальними закладами:
- Горлівський професійний ліцей сфери послуг,
- Горлівський професійний ліцей,
- Горлівський професійний ліцей будівництва,
- Вище професійне училище № 37,
- Горлівський професійний ліцей механізації,
- Професійно-технічне училище № 88,
- Горлівський професійний ліцей у сфері послуг та торгівлі,
- Горлівський професійний гірничий ліцей.

Загальноосвітніми закладами різних типів і видів: 57 денних загальноосвітніх школи, 3 вечірні загальноосвітніх школи, 55 дошкільних закладів, загальноосвітня школа-інтернат, 3 міжшкільних навчальних комбінати, 8 позашкільних навчальних закладів: Палац дитячої та юнацької творчості, два Будинки дитячої творчості, чотири дитячо-юнацькі спортивні школи, туристсько-краєзнавчий центр «Донбас».

## Люди, пов'язані з містом

Василь Стус.

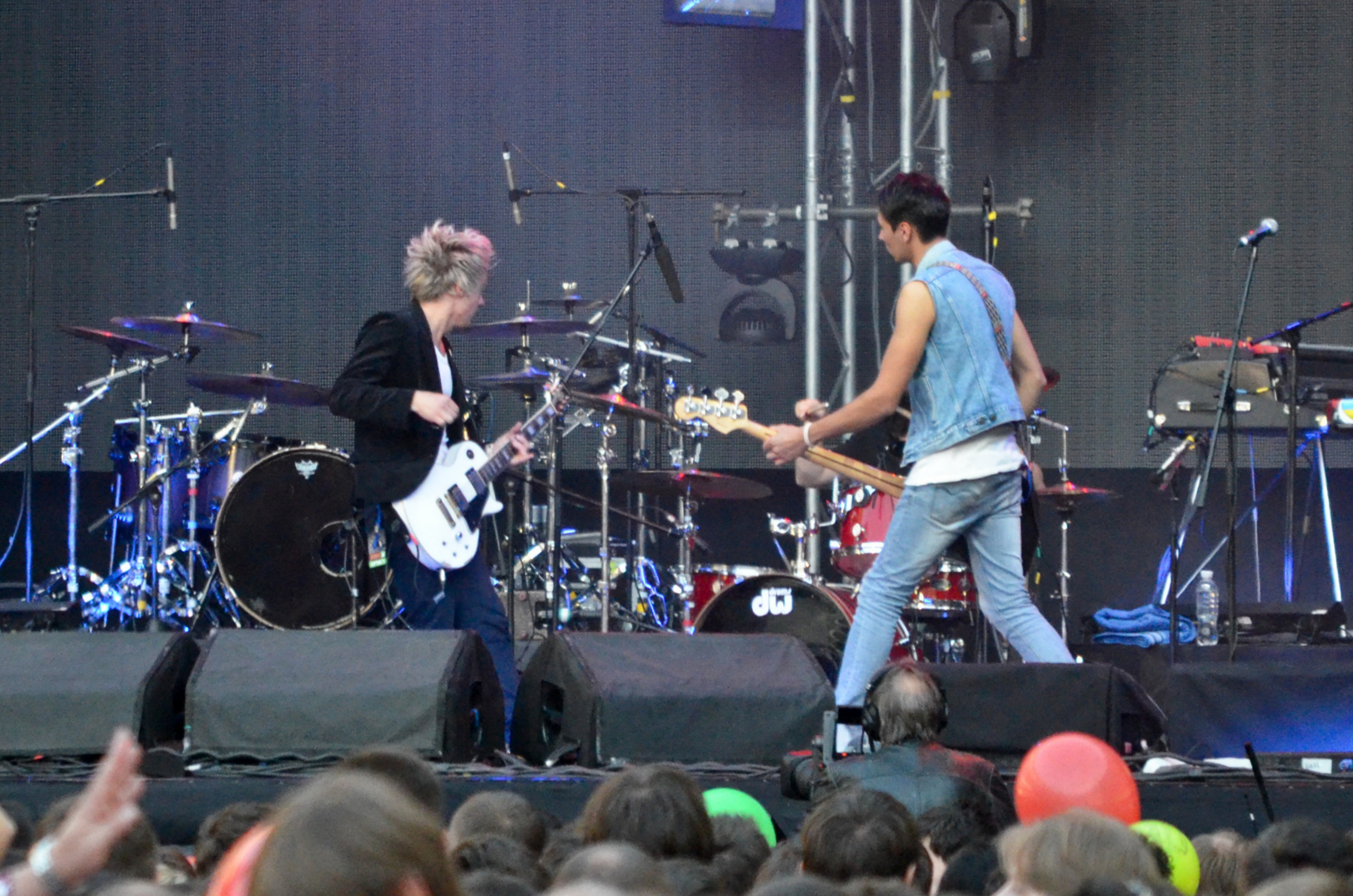
Гурт «Fontaliza».

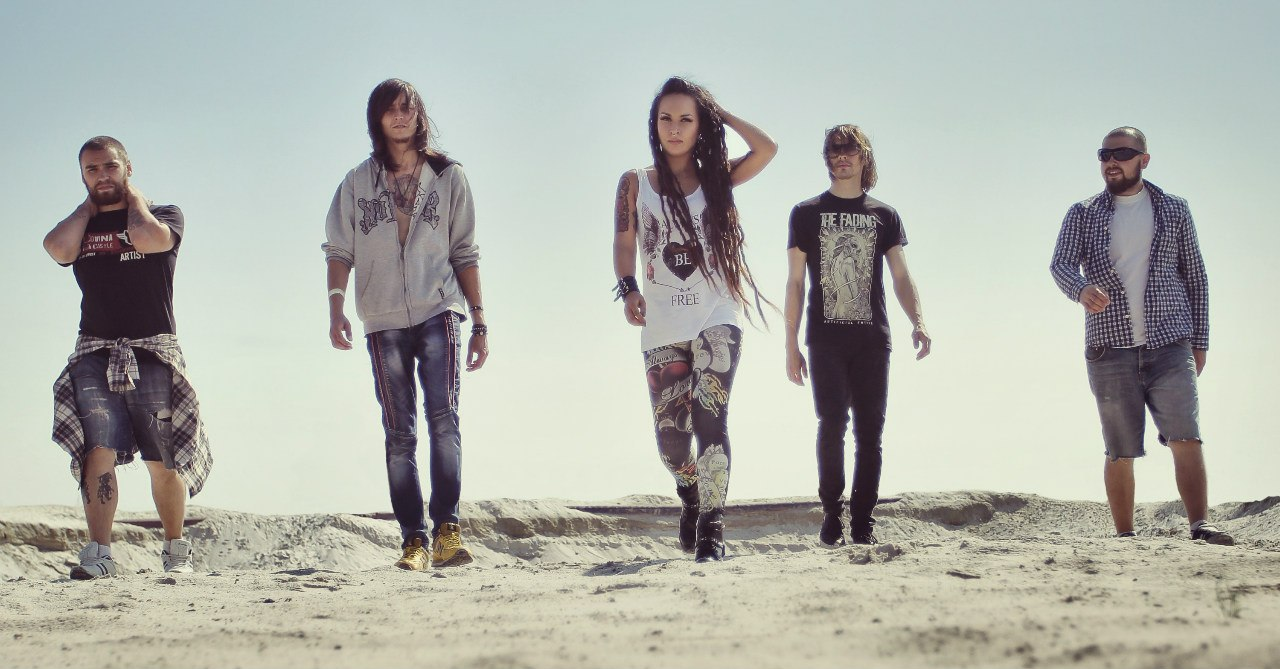
Гурт «Jinjer».

На початку 60-х років ХХ ст. у школі № 23 працював учителем Василь Стус — український поет, перекладач, прозаїк, літературознавець, правозахисник. У серпні 2011 міська громада порушувала питання про встановлення пам'ятника В. Стусу. Однак за активної протидії місцевої влади рішення не було ухвалене.
- Антип Петро Іванович (нар. 4 квітня 1959, Горлівка, Донецька область) — український скульптор, маляр, графік, письменник, заслужений художник України (2009). Член Національної спілки художників України (1989). Представник Нової хвилі.
- Бадаянц Тимофій Петрович (1938—2021) — український архітектор, член Національної спілки архітекторів України.
- Бадоєв Алан Казбекович (10 січня 1981) — український режисер, сценарист і кліпмейкер.
- Березовий Микола Вікторович (1976—2014) — герой АТО.
- Бойко Юрій Анатолійович  (9 жовтня 1958) — український політик, міністр палива та енергетики України у 2006—2007 та 2010—2012 роках, віце-прем'єр-міністр України у 2012—2014 роках.
- Бронський Андрій Васильович  (1910—1942) — український письменник, літературознавець.
- Водоп'янов Артур Миколайович (1985—2022) — солдат Збройних сил України, учасник російсько-української війни.
- Бугір Наталія Сергіївна  (11 вересня 1954) — поетеса.
- Герасименко Іван  (1921—1997) — український поет.
- Гриценко Лілія Олімпіївна (1918—1989) — радянська актриса театру та кіно, оперна співачка
- Горлов Петро Миколайович  (1839—1915) — російський гірничий інженер, дослідник вугільних покладів і організатор промислового вуглевидобутку в Донбасі.
- Гришко Дмитро Сергійович  (2 грудня 1985) — український футболіст
- Дереза Анатолій Федорович (* 1952) — українських художник
- Дюмін Олександр Васильович — виконавець шансона
- Єлішевич Аркадій Танхумович — науковець, доктор технічних наук
- Єщенко Владислав Олександрович (* 1998) — військовик Збройних сил України, учасник російсько-української війни.
- Железняк Сергій Сергійович (* 1930) — український громадський діяч, почесний громадянин Бердичева.
- Засядько Олександр Федорович — державний діяч. Герой Соціалістичної Праці (1957).
- Звиняцьковський Володимир Янович (* 1957) — український літературознавець. Доктор філологічних наук.
- Зуй Денис Вікторович  (1 вересня 1979) — український волейболіст
- Капустін Микола Гіршович — український і російський джазовий композитор, піаніст.
- Коваль Роман Миколайович  (10 квітня 1959) — письменник, історик, краєзнавець
- Котляревська Марія Євгенівна  (1902—1984) — українська радянська художниця, графік.
- Лященко Владислав Павлович (1996—2021) — солдат Збройних Сил України, учасник російсько-української війни.
- Макогон Віктор Васильович.- (*23.04.1947, м. Горлівка) — художник, педагог, директор художньої школи ім. Миколи Івасюка у м. Чернівці. Заслужений працівник культури України(1993). Відмінник освіти України (1996). Лауреат Літературно-мистецької премії ім. Сидора Воробкевича (2002).
- Новіков Сергій Петрович (графік) (1958—1995) — український графік, живописець, скульптор, поет-бард.
- Пономарьов Руслан Олегович  (11 жовтня 1983) — український шахіст, гросмейстер, чемпіон світу з шахів 2002 року

Пам'ятник Петру Горлову у Горлівці

- Пам'ятник Петру Горлову у ГорлівціПопович Олег Андрійович (1971—2019) — прапорщик Збройних сил України, учасник російсько-української війни.
- Проньков Ростислав Русланович — солдат Збройних сил України, загинув 14 червня 2014 року в аеропорту Луганська
- Прусенко Євген Дмитрович  (3 листопада 1956) — голова Державної служби автомобільних доріг України (Укравтодор).
- Ратниченко Владислав (22.10.2022 — 11.08.2022) — український військовик, учасник російсько-української війни.[41]
- Ребров Сергій Станіславович  (3 червня 1974) — український футболіст та тренер.
- Родигін Костянтин Михайлович (нар. 30 жовтня 1988 р. у м. Горлівка Донецької області) — український вчений, викладач. Кандидат філософських наук (2016).
- Ротенберг Григорій Якович (1926—2011) — радянський конструктор зброї, лауреат Державної премії СРСР.
- Семенова Наталія Вікторівна (* 1982) — українська легкоатлетка, дискоболка, призерка чемпіонатів Європи, олімпійка.
- Сизонов Дмитро Юрійович — український мовознавець, медіалінгвіст.
- Степанова Майя Василівна — український кінооператор.
- Твердохлібова Любов Порфирівна  — українська режисерка-документалістка.
- Трофимов Євген Миколайович — відомий будівник міста Київ. Засновник будівельної компанії «Eugene&Bau».
- Трубчанінов Віктор Іванович  (* 1949) — український графік.
- Ульянова Інна Іванівна (1934—2005) — радянська і російська актриса.
- Євгеній Уханов  (* 1982) — україно-австралійський піаніст.
- Хайчін Юрій Дмитрович  (1958—2005) — український та російський журналіст, бізнесмен, видавець.
- Шаріфов Артур (29 червня 1995) і Рафаєнков Владислав (24 березня 1996) — українські відеоблогери.[42]
- Шевченко Аркадій Миколайович (11 жовтня 1930 — 28 лютого 1998) — радянський дипломат.
- Шмайлюк Тетяна (* 1987)[43] — вокалістка українського метал-гурту Jinjer.
- Щербаков Віктор Геннадійович (1935—2009) — актор героїчного плану української та російської сцени.
- Fontaliza— український альтернативний рок-гурт.
- Jinjer — український метал-гурт

## Пам'ятки

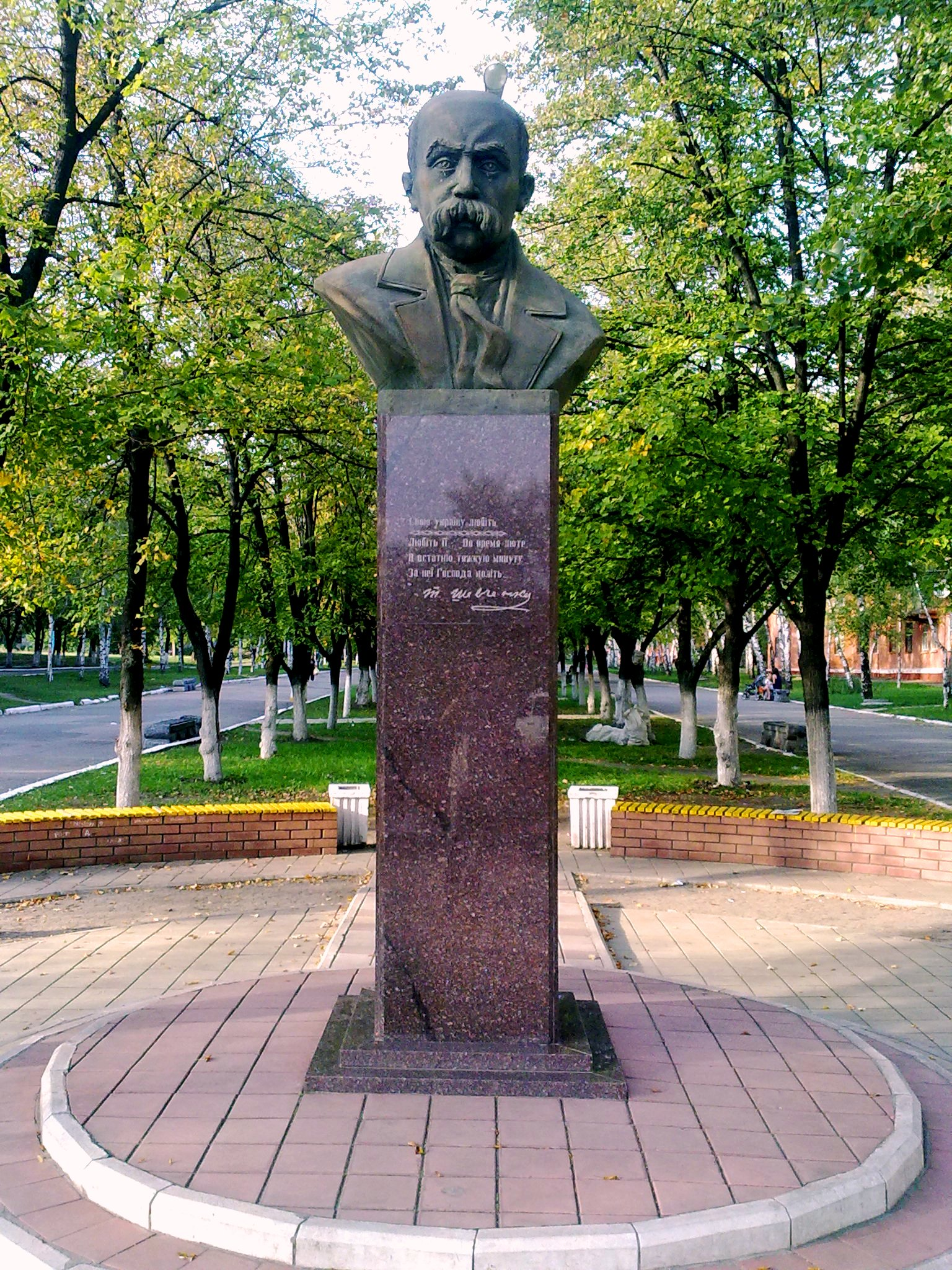
Пам'ятник Тарасові Шевченку

У Горлівці на обліку перебуває 17 пам'яток історії та 10 пам'яток монументального мистецтва. Крім того, у місті розташований лісовий заказник місцевого значення Урочище Софіївське. На терирторії Горлівки знаходяться численні братські могили радянських солдат загиблих під час Другої світової війни. Також, є пам'ятник горлівчанам, що у 1979—1989 роках брали участь у Війна в Афганістані. Унаслідок того, що в 2014 році місто опинилося під контролем проросійських терористичних організацій та російських військ, в ньому не було проведено декомунізації, у результаті чого тут зберігаються пам'ятники радянським діячам, зокрема Володимиру Леніну.

## Гімн Горлівки
Музика А. Висоцького, слова Є. Легостаєва
|  | Матері-Вітчизни не міняєм, Рідна мати — та що і була. В ній одній живемо й помираєм, Тільки щоб вона завжди жила. Приспів: Під українським небом синім, В вінку із золота ланів Стоїть мій град достойним сином, Вітчизни сином із синів. Тут Ізотов працював і Горлов, Дивовижні діючи діла, Думали і видавали норму, І тому співала в них душа. Приспів: Горлівка — край пісні і роботи, Посмішок веселих і вогню. Я живу щасливо й без турботи, Бо в тобі знайшов свою рідню. Приспів Оригінальний текст (рос.) :Родину, как мать, не выбирают: :Родина, как мать, всегда одна. :Для нее живут и умирают, :Только бы всегда жила она. ::Припев: ::Под украинским небом синим ::В венке из золота полей ::Стоит мой град достойным сыном ::Свободной Родины моей. :Жили здесь и Горлов, и Изотов, :Труд и подвиг праведный верша, :Сплав рождая — разум и работа, :Песня и высокая душа. ::Припев: :Горловка — страна труда и песен, :И улыбок щедрых, и огня, :Потому и счастлив я, и весел, :Что с тобой мы кровная родня. ::Припев |